# Myrmecia hirsuta
Myrmecia hirsuta är en myrart som beskrevs av Clark 1951. Myrmecia hirsuta ingår i släktet bulldoggsmyror, och familjen myror. Inga underarter finns listade i Catalogue of Life.